# Albina (Suriname)
Albina è una città del Suriname, capoluogo del distretto del Marowijne.
La cittadina si trova a circa 140 km a est della capitale Paramaribo e sorge sulle rive del fiume Marowijne sulla sponda opposta alla cittadina di Saint-Laurent-du-Maroni nella (Guyana francese).
Albina può essere raggiunta in autobus da Paramaribo che dista circa 150 chilometri (100 miglia). A causa della guerra nella seconda metà degli anni '80 gran parte dell'area, compresi i binari, fu distrutta. Gran parte della città fu distrutta durante la ribellione dei Maroon tra il 1980 e il 1990.
Ha una popolazione di circa quattromila abitanti, secondo i dati del censimento del 2000.
Sono stati elaborati piani per costruire un ponte tra il Suriname e la Guyana francese; tuttavia, a partire da maggio 2020, non è stata intrapresa alcuna azione.
La città ha un piccolo aeroporto, l'Albina Airstrip, con una pista asfaltata di 650 metri (2.150 piedi) in uso dal 1953.
Albina ha un piccolo collegamento in barca (korjaal) con Galibi. Il viaggio attraverso l'acqua dura circa 1,5 ore. C'è una spiaggia e un piccolo negozio turistico. Il motivo principale per cui i turisti visitano Galibi è vedere le tartarughe, che vengono da tutto il mondo (compresi luoghi lontani come Costa Rica e Australia) per deporre le uova in Suriname.
Il nome prende origine da Albina Josefine Liezenmaier, moglie del fondatore dell'insediamento August Kappler.